# Friedrich von Taysen

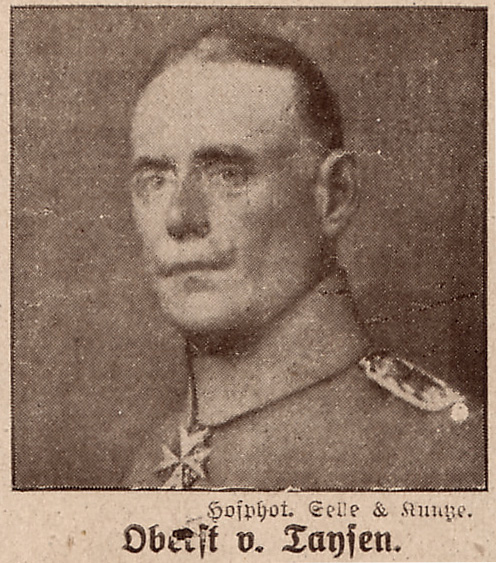
Friedrich von Taysen, 1918

Elimar Friedrich von Taysen (* 15. April 1866 in Oldenburg; † 31. Mai 1940 in Potsdam) war ein deutscher General der Infanterie der Reichswehr.

## Leben
Friedrich war der Sohn des späteren preußischen Generalleutnants Adalbert von Taysen und dessen Ehefrau Albertine Wilhelmine, geborene Claron (1839–1902).
Taysen trat am 1. April 1886 als Fahnenjunker in das Garde-Füsilier-Regiment in Berlin ein, wo er am 17. September 1887 zum Sekondeleutnant befördert wurde. Als solcher wurde er am 24. März 1890 in das Oldenburgische Infanterie-Regiment Nr. 91 seiner Heimatstadt versetzt. Vom 1. Oktober 1892 bis 26. Juli 1895 kommandierte man Taysen zur weiteren Ausbildung an die Preußische Kriegsakademie und beförderte ihn zwischenzeitlich am 14. Mai 1894 zum Premierleutnant. Nach seiner Rückkehr versah er die kommenden neun Monate Truppendienst, ehe man ihn zum Großen Generalstab kommandierte. Am 1. April 1899 folgte seine Versetzung nach Posen als Adjutant der 19. Infanterie-Brigade. Hier wurde er am 18. Januar 1901 zum Hauptmann befördert und am 12. September 1902 zum Kompaniechef im Infanterie-Regiment „Großherzog von Sachsen“ (5. Thüringisches) Nr. 94 ernannt. Unter gleichzeitiger Beförderung zum Major am 1. März 1909 wurde Taysen dann Adjutant beim Generalkommando des XI. Armee-Korps. Diese Stellung hatte er bis zum 17. April 1913 inne, um anschließend zum Kommandeur des III. Bataillons des Infanterie-Regiments „Großherzog von Sachsen“ (5. Thüringisches) Nr. 94 in Jena ernannt zu werden.

### Erster Weltkrieg
Mit Ausbruch des Ersten Weltkriegs machte sein Regiment am 2. August 1914 mobil, rückte im Verbund mit der 38. Division in das neutrale Belgien ein und nahm hier zunächst an der Belagerung von Namur teil. Nach dem Fall Festung wurde Taysen mit seinem Regiment an die Ostfront verlegt und am 5. September 1914 zum Oberstleutnant befördert. In den darauffolgenden Tagen beteiligte er sich an der Schlacht an den Masurischen Seen, führte sein Bataillon dann im südpolnischen Feldzug sowie während des deutschen Rückzugs Ende Oktober an der Rawka. Während des nordpolnischen Feldzuges mit den Schlachten bei Kutno und Łódź wurde Taysen mit der Führung des Regiments beauftragt und am 1. Dezember 1914 zu dessen Kommandeur ernannt. Ende Dezember ging das Regiment dann an der Rawka-Bzura in den Stellungskrieg über.
Während der am 13. Juli 1915 beginnenden Durchbruchsschlacht bei Przasnysz war das Regiment der Armeegruppe Gallwitz unterstellt und Taysen brach am ersten Schlachttag in die russische Schlüsselstellung bei Grudusk ein und konnte die bis dahin für nicht einnehmbar gehaltene Hauptstellung bei Gorne erobern. Bei Pułtusk konnte dann die Narew überschritten werden und bei den anschließenden Verfolgungskämpfen wurde Taysen am 15. August 1915 verwundet.
Nach Lazarettaufenthalt und Gesundung trat Taysen Ende September wieder an die Spitze seines Regiments, welches sich zu diesem Zeitpunkt bereits am Abtransport an die Westfront befand. Dort bezog es Stellung zwischen Oise und Aisne bei Caisnes. Mitte Mai verlegte es nach Verdun und beteiligte sich an den Kämpfen um die Höhe 304. Auch in der anschließenden Schlacht an der Somme kam das Regiment zum Einsatz. Nach dem Rückzug in die Siegfriedstellung im März 1917 folgte die Schlacht von Arras, in der Taysen bei Sturm auf Roeux zum zweiten Mal verwundet wurde. Am 18. Juni 1917 wurde Taysen dann zum Oberst befördert. Während der Dritten Flandernschlacht konnte er in dem ihm unterstellten Bereich Verlorenhoek-Franzenberg den Angriff der Briten zum Stehen bringen. Dann wurde das Regiment aus der Front gezogen und zur Erholung und Auffrischung zunächst nach Antwerpen, dann in ruhigere Stellungen bei Monchy verlegt. Im November 1917 übernahm Taysen mit seinem Regiment den Abschnitt Westroosebeke-Passchendaele. In den frühen Morgenstunden des 2. Dezember 1917 konnte er hier einen schweren britischen Angriff bereits im Vorfeld abwehren, der ansonsten einen Durchbruch im Abschnitt der 38. Division nach sich gezogen hätte. Für diese Leistung wurde Taysen am 6. Januar 1918 der Pour le Mérite verliehen.
Am 12. April 1918 gab Taysen sein Regiment ab und wurde zum Kommandeur der 43. Ersatz-Infanterie-Brigade ernannt, die er in der Schlacht an der Lys führte und mit der er anschließend wieder in den Stellungskrieg überging. Am 29. September 1918 erhielt Taysen dann das Kommando über die 170. Landwehr-Infanterie-Brigade und fungierte somit als Infanterieführer der 6. Kavallerie-Schützen-Division.
Nach dem Waffenstillstand führte Taysen seine Regimenter in die Heimat zurück und übernahm nach deren Demobilisierung am 18. Dezember 1918 erneut das Kommando über Infanterie-Regiment „Großherzog von Sachsen“ (5. Thüringisches) Nr. 94. Nachdem das Regiment über die Abwicklungsstelle Weimar demobilisiert worden war, stellte Taysen im März 1919 in Berlin die zur Garde-Kavallerie-Schützen-Division gehörende Freiwilligen-Brigade von Taysen auf.

### Reichswehr
Am 8. Januar 1920 wurde Taysen als Kommandeur des Reichswehr-Infanterie-Regiments 5 in die Vorläufige Reichswehr übernommen. Nach der weiteren Heeresverringerung erhielt Taysen dann am 1. Oktober 1920 das Kommando über 9. (Preußisches) Infanterie-Regiment in Potsdam. Diesen Posten gab Taysen am 15. Juni 1921 und wurde anschließend zum Inspekteur der Infanterie im Reichswehrministerium ernannt. Als solcher folgten am 1. Juli 1921 die Beförderungen zum Generalmajor sowie zwei Jahre später zum Generalleutnant. In seiner Funktion als Inspekteur war er maßgeblich an der Ausarbeitung neuer Gefechtsvorschriften für Fußtruppen verantwortlich. Am 31. Januar 1925 schied Taysen unter Verleihung des Charakters als General der Infanterie aus dem aktiven Dienst.

### Zivilleben
Weger seiner Mitgliedschaft zur NSDAP musste Taysen im Frühjahr 1939 wieder aus dem Johanniterorden austreten, dort war seit 1923 Ehrenritter, in der Brandenburgischen Provinzialgenossenschaft der genannten Kongregation. Nach seiner Verabschiedung als aktiver Offizier betätigte sich Taysen als Militärschriftsteller sowie als Chefredakteur der Zeitschrift Deutscher Wille.

## Auszeichnungen
- Roter Adlerorden IV. Klasse mit Krone[1]
- Preußisches Dienstauszeichnungskreuz[1]
- Offizier des Ordens der Krone von Italien[1]
- Offizier des Ordens von Oranien-Nassau[1]
- Eisernes Kreuz (1914) II. und I. Klasse[2]
- Ritterkreuz des Königlichen Hausordens von Hohenzollern mit Schwertern[2]
- Pour le Mérite[2] am 6. Januar 1918
- Verwundetenabzeichen (1918) in Schwarz[2]
- Ehrenkomtur des Oldenburgischen Haus- und Verdienstordens des Herzogs Peter Friedrich Ludwig mit Schwertern[2]
- Friedrich-August-Kreuz I. Klasse[2]
- Komtur des Hausordens vom Weißen Falken mit Schwertern[2]
- Wilhelm-Ernst-Kriegskreuz mit Brillanten[2]
- Komtur II. Klasse des Herzoglich Sachsen-Ernestinischen Hausordens mit Schwertern[2]
- Reußisches Ehrenkreuz I. Klasse mit Schwertern[2]
- Ehrenkreuz von Schwarzburg I. Klasse mit Schwertern[2]
- Waldeckisches Verdienstkreuz III. Klasse[2]
- Österreichisches Militärverdienstkreuz III. Klasse mit Kriegsdekoration[2]